# Jordan Parra
Jordan Arley Parra Arias (Bogota, 19 april 1994) is een Colombiaans baan- en wegwielrenner die sinds 2023 rijdt bij amateurploegen op de weg.

## Carrière
Als junior werd Parra, samen met Fernando Gaviria, wereldkampioen ploegkoers in 2012. Tussen 2013 en 2024 verzamelde hij meerdere medailles op de nationale, Pan-Amerikaanse kampioenschappen en de Centraal-Amerikaanse en Caraïbische Spelen. Op de WK van 2016 behaalde hij van zijn vier deelnames zijn beste resultaat; hij werd zesde bij de koppelkoers die hij samen met Gaviria reed. 
Op de weg werd Parra in 2015 zesde in de GP Adria Mobil. In 2018 werd hij prof bij Manzana Postobón Team, waar hij tot en met mei 2019 bij zou rijden. Nadien reed hij sinds 2023 bij verschillende amateurploegen. Namens Manzana Postobón boekte hij in 2018 zijn eerste, en enige, professionele overwinning op de weg nadat hij de snelste was in de zesde etappe van de Ronde van het Taihu-meer.

## Palmares

### Baanwielrennen
| Jaar     | CK                                           | P-AK                                                          | WK                    | Overig                                                       |
| Junioren | Junioren                                     | Junioren                                                      | Junioren              | Junioren                                                     |
| -------- | -------------------------------------------- | ------------------------------------------------------------- | --------------------- | ------------------------------------------------------------ |
| 2012     |                                              |                                                               | koppelkoers · scratch |                                                              |
| Elite    |                                              |                                                               |                       |                                                              |
| 2013     | scratch · koppelkoers · ploegenachtervolging | ploegenachtervolging                                          |                       |                                                              |
| 2014     | ploegenachtervolging · koppelkoers           | koppelkoers · 4e scratch                                      |                       | C-A en CS: · ploegenachtervolging · scratch                  |
| 2015     |                                              | ploegenachtervolging · 1km tijdrit · 8e scratch               |                       |                                                              |
| 2016     | koppelkoers · scratch                        | koppelkoers                                                   | 6e koppelkoers        |                                                              |
| 2017     | scratch · koppelkoers · ploegenachtervolging | koppelkoers · 5e ploegenachtervolging                         |                       |                                                              |
| 2018     |                                              |                                                               |                       |                                                              |
| 2019     |                                              |                                                               |                       | Pan-Amerikaanse Spelen: · ploegenachtervolging               |
| 2020     |                                              |                                                               |                       |                                                              |
| 2021     | koppelkoers · scratch                        | afvalkoers · ploegenachtervolging · 12e scratch               | 14e afvalkoers        |                                                              |
| 2022     | scratch                                      | afvalkoers · koppelkoers · ploegenachtervolging · puntenkoers | 13e afvalkoers        |                                                              |
| 2023     |                                              |                                                               |                       | Pan-Amerikaanse Spelen: · koppelkoers · ploegenachtervolging |
| 2024     | koppelkoers                                  | afvalkoers · ploegenachtervolging · koppelkoers · 8e scratch  | 8e afvalkoers         |                                                              |

### Wegwielrennen
2018
6e etappe Ronde van het Taihu-meer

## Ploegen
- 2015 –  GM Cycling Team
- 2017 –  EPM
- 2018 –  Manzana Postobón Team
- 2019 –  Manzana Postobón Team (tot en met 24/05)

Cacciotti · Cavasin · Di Sante · D'Urbano · Ferrarotti · Fortin · Hernández · Parra · Pedante · Rotondi · Ruscetta · Sazanov · Stamegna · Visconti · Ciucci (stagiair)
Aguirre · Amador · Bohórquez · Bol · Duarte · García · Higuita · Molano · Orjuela · Osorio · Paredes · Parra · Reyes · Sierra · Suaza · Vilela · Villegas